# Вігала (річка)
Вігала (ест. Vigala jõgi) — річка в Естонії, у Рапламаа й Пярнумаа повітах. Ліва притока Казарі (басейн Балтійського моря).

## Опис
Довжина річки 94 км, висота витоку річки над рівнем моря — 63 м, найкоротша відстань від витоку до гирла — 58,45 км, коефіцієнт звивистості річки — 1,61. Площа басейну водозбору 1580 км².

## Розташування
Бере початок у селі Рау. Спочатку тече переважно на північний захід через Нерту, Валту, Раплу і там повертає на південний захід. Далі тече через Туті, Куусікі, Яаанівські, Сули. Біля села Улусте впадає у річку Казарі.
Притоки: Куусіку, Ахтама ойя, Тююрінгі ойя, Карвоя, Ахявуаре ойя, Тідувере ойя, Велісе (ліві); Коділа, Кабала ойя, Ківерехе ойя, Конувере ойя (праві).

## Цікаві факти
- Над річкою розташовані населені пункти Куусіку (ест. Kuusiku hoiuala), Сулу (ест. Sulu hoiuala), Конувере (ест. Konuvere hoiuala)[1] на території яких весною проводяться контрольовані заготовки березового соку.